# 松川和也
松川 和也（まつかわ かずや、1983年5月19日 - ）は、広島県出身のドリフトドライバー。

## プロフィール
- 身長：165cm[1]
- 体重：57kg[1]
- 血液型：Rh+A型[1]
- ニックネーム：エース[1]、スネ夫[2]

## 来歴
2006年、D1ストリートリーガル（D1SL）に180SXでデビュー。デビューした開幕戦で第3位という成績を残し、年間シリーズを9位で終えた。
2007年にはD1SLの開幕戦で優勝、その後も第4戦で準優勝を果たす。最終戦は松井有紀夫とのチャンピオン争いとなり、松井がマシントラブルで敗退したことでシリーズチャンピオンに輝いた。
2008年に180SXでD1グランプリ（D1GP）にデビュー。第2戦で自身初の予選通過を果たすと、その後は安定して単走決勝に残る活躍を見せた。しかし、追走進出は叶わなかった。
2009年からチームDRoo-Pに移籍、それまで吉岡稔記が使用していたSC430を使用した。
2010年の開幕戦で初の追走進出を果たした。
2012年から、それまで日比野哲也が使用していたAE85型スプリンタートレノにマシンチェンジした。この年は表彰台こそなかったものの、三度の4位など安定してポイントを獲得し、7位でシーズンを終えた。
2014年は開幕戦富士で単走優勝を果たす。翌日の追走決勝は大雨により競技が中止となり、「追走予選を走行していない8位以上の選手は単走の順位をそのまま総合順位とする」という規定により、初の総合優勝を果たした。
2015年は第2戦から新車を投入した。車種は変わらずAE85型のトヨタ・スプリンタートレノである。
2018年にダンロップがD1GPから撤退したのを受け、2019年からはフォーミュラ・ドリフト ジャパン（FDJ）に戦いの場を移した。車両はAE85型スプリンタートレノを使用する。
2023年はFDJを撤退し、5年ぶりにD1GPで戦うこととなった。車両は引き続きAE85トレノで、タイヤもD1GPに復帰したダンロップを使用する。

## エピソード・人物
- クラッシュの頻度が高くその規模も大きかった時期があり、織戸学と並びクラッシュキングと評されていた。
  - 2009年第2戦オートポリスでは、スピンしたまま後ろから最終コーナーのスポンジバリアに突っ込み、そのままスポンジバリアとタイヤバリアの上に乗り上げた。
  - 2012年第2戦鈴鹿では、進入時にタイヤが外れ、その勢いでマシンがジャンプし、フロント1輪のみが接地している状態でのドリフトを見せた。その後、マシンが着地した後は、成す術なくスポンジバリアに突っ込んでいった。
  - 2012年第3戦オートポリスでは、スピンしたまま後ろから最終コーナーのスポンジバリアに突っ込み、そのままマシンが大きくジャンプし、空中で1回転した[5]。その後着地した後の光景は奇しくも先述の2009年のクラッシュと酷似していた。この光景は「ムーンサルト」や「一回転半ひねり」と呼ばれた。
- チーム監督でもあるDRoo-P代表の松岡歩の娘と結婚しており、子供もいる模様[6]。